# GNU Aspell
GNU Aspell, generalmente llamado solo Aspell, es un corrector ortográfico de software libre diseñado para reemplazar a Ispell. Es el corrector ortográfico estándar para el sistema operativo GNU. También compila para otros sistemas operativos tipo Unix y Windows. El programa principal está licenciado bajo la Licencia Pública General Menor de GNU (GNU LGPL), la documentación bajo la Licencia de Documentación Libre de GNU (GNU FDL). Los diccionarios están disponibles para aproximadamente 70 idiomas. El responsable principal es Kevin Atkinson.

## Comparación con Ispell
A diferencia de Ispell, Aspell puede verificar fácilmente los documentos UTF-8 sin tener que usar un diccionario especial. Aspell también hará todo lo posible para respetar la configuración regional actual. Otras ventajas sobre Ispell incluyen la compatibilidad con el uso de múltiples diccionarios a la vez y el manejo inteligente de diccionarios personales cuando hay más de un proceso de Aspell abierto a la vez. Sin embargo, Ispell sigue la convención de Unix de ser un comando aplicado a un archivo, por ejemplo, ispell text-file-with-spelling-errors, mientras que Aspell requiere otras opciones de línea de comandos, y la opción "--help" es más completa. Los usos de muestra incluyen:
- Ejecute interactivamente el text_file comprobando la ortografía (aspell check text_file).
- Permitir escribir una palabra (seguido de nueva línea y Ctrl-D) para encontrar palabras que suenen igual (aspell soudslike).

## Portacion a Windows
A partir de julio de 2017, el último puerto oficial de Windows de GNU Aspell todavía era la versión 0.50.3 de 32 bits (diciembre de 2002), con diccionarios de edad similar. El desarrollador dice que "no tiene tiempo y tiene muy poco interés en mantener un puerto de Windows", y ha estado buscando a alguien para mantenerlo. Sin embargo, el proyecto LyX mantiene una bifurcación separada de Aspell para Windows y diccionarios, y dice que "el proyecto LyX ha resuelto el problema de empaquetado de Windows al bifurcar Aspell". LyX se mantiene y, a partir de marzo de 2018, la última versión es la 2.3.0, de fecha 16 de marzo de 2018.
El puerto Cygwin de aspell actualizado regularmente también se puede utilizar en Windows.

## Integración
Aspell se ha integrado en software como Gajim, LyX, Notepad ++, Claws Mail y anteriormente Pidgin, Opera, gedit y AbiWord.